# Eternal Pyre
Eternal Pyre ist eine EP der US-amerikanischen Thrash-Metal-Band Slayer. Sie wurde am 6. Juni 2006 bei American Recordings veröffentlicht. Sie war zunächst auf 1000, später auf 5000 Exemplare limitiert. Die EP ging dem Album Christ Illusion voraus. Auf diesem ist ebenfalls wie auf der EP der Song Cult enthalten. Sie wurde in den USA durch eine Ladenkette vertrieben und war in Deutschland, Finnland und Schweden ab dem 23. Juni 2006 erhältlich. Die EP besteht aus einem Audiotitel und zwei Musikvideos.

## Entstehung und Veröffentlichung
Christ Illusion war ursprünglich zur Veröffentlichung am 6. Juni 2006 geplant, aber laut Slayer-Gitarrist Kerry King hatten bereits andere Bands die Idee, die somit langweilig sei. Allerdings gab es Medienberichte, nach denen die Band das Datum aufgrund zu wenig gebuchter Studiozeit nicht halten konnte. Stattdessen wurde Eternal Pyre als Vorschau auf das kommende Album veröffentlicht. Außer dem neuen Titel Cult waren noch ein Liveauftritt von War Ensemble (von Seasons in the Abyss) und ein Studiobericht enthalten. Ursprünglich war davon ausgegangen worden, dass die EP eine Version von Dead Skin Mask vom selben Album enthalten würde. Medien hatten die Information erhalten, dass es um Szenen aus dem Live Intrusion-Video ginge, die auch davon handelten, dass sich ein Slayer-Fan deren Schriftzug in den Unterarm geritzt hatte. Außer der regulären Veröffentlichung in den USA, Deutschland, Finnland und Schweden brachte Nuclear Blast Records am 30. Juni 2006 eine auf 1000 Stück limitierte 7"-Vinyl-Picture-Disc heraus.

## Rezeption
Die Kritiken zur EP waren eher negativ. Cult wurde als „vernichtende Zurückweisung von Religion als Ursache für die Konflikte der Welt“ beschrieben. Auch ginge es um einen Kommentar zu den USA, die als „der größte Kult der Welt“ dargestellt würden. Pitch.com urteilte: „King and Jeff Hanneman riff like they’re summoning a storm of thunder, lightning and human blood“: „It's slow, meaty, unrelenting in its tautness. When Araya's voice comes in, the whole track is off the rails and stays there.“ Allerdings wurde der in Relation zum Inhalt vergleichsweise hohe Preis bemängelt. Stormbringer.at sprach von einem „zwar lieblos zusammengestellte(n)“ „Appetizer“, der aber zusammen mit den anderen beiden bereits vorab veröffentlichten Stücken Jihad und Eyes of the Insane für das kommende Album Christ Illusion auf einen „Kracher“ schließen lasse. Die EP schaffte es auf Platz 48 in Schweden, Platz zwei in Finnland, Platz drei in Dänemark und Platz 88 in der Schweiz.